# 大亜門
大 亜門（だい あもん、1977年5月29日 - ）は、日本の漫画家、同人作家。代表作に『無敵鉄姫スピンちゃん』『太臓もて王サーガ』がある。

## 人物
- 男性。埼玉県出身[1]。埼玉県立春日部高等学校卒[2]。血液型はB型[1]。
- 既婚者で[3]2人の息子がいる[4]。また、ツイッターにて妻も漫画家であることを明かしているが、その名義は公表していない（大亜門の漫画に関わるときの名義は「Mi.」）。
- 叔父に声優の伊藤栄次がいる[5]。

## 略歴
プロデビュー前から「MAD COMPANY」という同人サークルで、大亜悶名義でパロディ同人漫画を製作、販売している。
春日部高校卒業後に週刊少年ジャンプに持込を始める。
近年（2022年時点）は商業誌での連載から遠ざかっているが、コミックとらのあなが運営するファンティア(Fantia)というクリエイター支援サービスにて『太臓もて王サーガ』のその後を発表するなどしている。

## 作風
他作品のパロディを使用するのが特徴。また下ネタのギャグ、皮肉等を多用するのも大きな特徴である。
人体デッサンの特徴としては、人物の肉付きが横に太い造形がある。男性の体は特に、男性的な要素を強調して描いている。
中学生の頃からのファンだったという柴田亜美の影響が強い。

## 作品リスト

### 連載
- 無敵鉄姫スピンちゃん（週刊少年ジャンプ2004年16号 - 27号、全1巻）
- 太臓もて王サーガ（週刊少年ジャンプ2005年34号 - 2007年24号、全8巻）
- わたしはキャワワワ!!（週刊ヤングジャンプ2012年51号 - 2013年13号、全1巻）
- 大亜門のドンときいてみよう!（構成、作画監修:Mi.[6]）（ふんわりジャンプ2017年4月12日 - 2018年3月14日）[7]

### 短編集
- 大亜門短編集 クレイジー大亜門道（全1巻）（2007年）
デビューから『太臓もて王サーガ』連載前までの作品が収録されている。
  - もて塾へ行こう!!（読切 週刊少年ジャンプ2002年44号）
  - もて塾恋愛相談（読切 週刊少年ジャンプ2002年34号）
  - 怪傑h（未発表作品）
  - スピンちゃん試作型（読切 赤マルジャンプ2003SPRING）
  - 超便利ロボスピンちゃん（読切 週刊少年ジャンプ2003年48号）
  - 超便利マシーンスピンちゃん（読切 週刊少年ジャンプ2003年40号）
  - 伝説のヒロイヤルシティー（読切 週刊少年ジャンプ2004年44号 2話掲載）[8]
  - 一九ポンチ咄（読切 GAG Special 2005）

### 読切
- 魔法少女しげはる（赤マルジャンプ2007SUMMER）
- 荒木先生訪問ルポ漫画　LANE BALL RUN（赤マルジャンプ2007SUMMER）
- 未来のジェノス（ミラクルジャンプ2011年創刊号）
- 英雄製作所（週刊ヤングジャンプ2012年10号）
- わたしはキャワワワ♡（ミラクルジャンプ2012年N°09）
- ZOMBIE ZONE（ミラクルジャンプ2013年N°15）
- JJO 日本審査機構（ヤングマガジン GAG増刊 神回）（2013年）
- 遥かなるオウガ☆スター（少年ジャンプ+）[9]（2014年）
- みかんくん（最強ジャンプ2015年5月号）（2015年）

### 参加作品
- 『こちら葛飾区亀有公園前派出所 連載30周年記念出版　超こち亀』（2006年）
  - 「祝！連載30周年特別寄稿展 こち亀キャラinアナザーワールド」1ページ寄稿
  - 「『こちら葛飾区亀有公園前派出所』×『WJ連載ギャグ漫画2006』　両津VS首領パッチ!! Jギャグオールスターズ葛飾大騒動!!」（秋本治×うすた京介×澤井啓夫×大亜門×大石浩二）9ページの合作漫画
- 『ピューと吹く!ジャガー』「第297笛」に題字、イラスト提供
- 『ピューと吹く!ジャガー公式ファンブック ふえ科自由研究 〜君とつないだ手のぬくもりは何度かな?〜』トリビュート作品（2008年）
- 『このアニメがすごい!2008』寄稿（2008年）
- 『るろうに剣心 -明治剣客浪漫譚- 公式コミックアンソロジー』8ページのトリビュート作品（2012年）
- 「ジャンプ大復刻祭」での『太臓もて王サーガ』復刻連載記念描き下ろし3コマ漫画とイラスト（2015年）
- 「みかんくん」描き下ろし予告漫画（週刊少年ジャンプ2015年18号）
- 『バレットガールズ2 電撃コミックアンソロジー』8ページのトリビュート作品（2016年）
- 「戦闘破壊学園ダンゲロス ボードゲーム」キャラクター「リンドウ」のイラスト[10][11]（2017年）
- 太臓もて王サーガ LINEスタンプ[12]（2017年）

## エピソード
- 他作品をパロディする場合、パロディ元には気を遣い、ジャンプ作品の場合には担当編集の目を通したり、人によっては漫画家本人にネームを見せたりしているという。他誌の場合にはジャンプ本誌以上に気を遣い、最終的には編集長の判断による。際どいものは、描き上げてからボツになり、お蔵入りすることもある。しかし本人の話（『太臓もて王サーガ』第8巻の「こども電波相談室」）では、商業誌ではパロディを行うつもりはなかったという。
- 漫画家をネタにする場合では、単行本のおまけ漫画において荒木飛呂彦を引き合いに出すくらいで、描いたとしてもほとんどの人物が特定できないようになっている。
- 2007年7月、『太臓もて王サーガ』の元ネタ解説サイトを運営していたファンと対談[13]。